# Potimirim
Potimirim is een geslacht van kreeftachtigen uit de klasse van de Malacostraca (hogere kreeftachtigen).

## Soorten
- Potimirim americana (Guérin-Méneville, 1855 [in Guérin-Méneville, 1855-1856])
- Potimirim glabra (Kingsley, 1878)
- Potimirim mexicana (de Saussure, 1857)
- Potimirim potimirim (Müller, 1881)